# Yápige (hijo de Iaso)

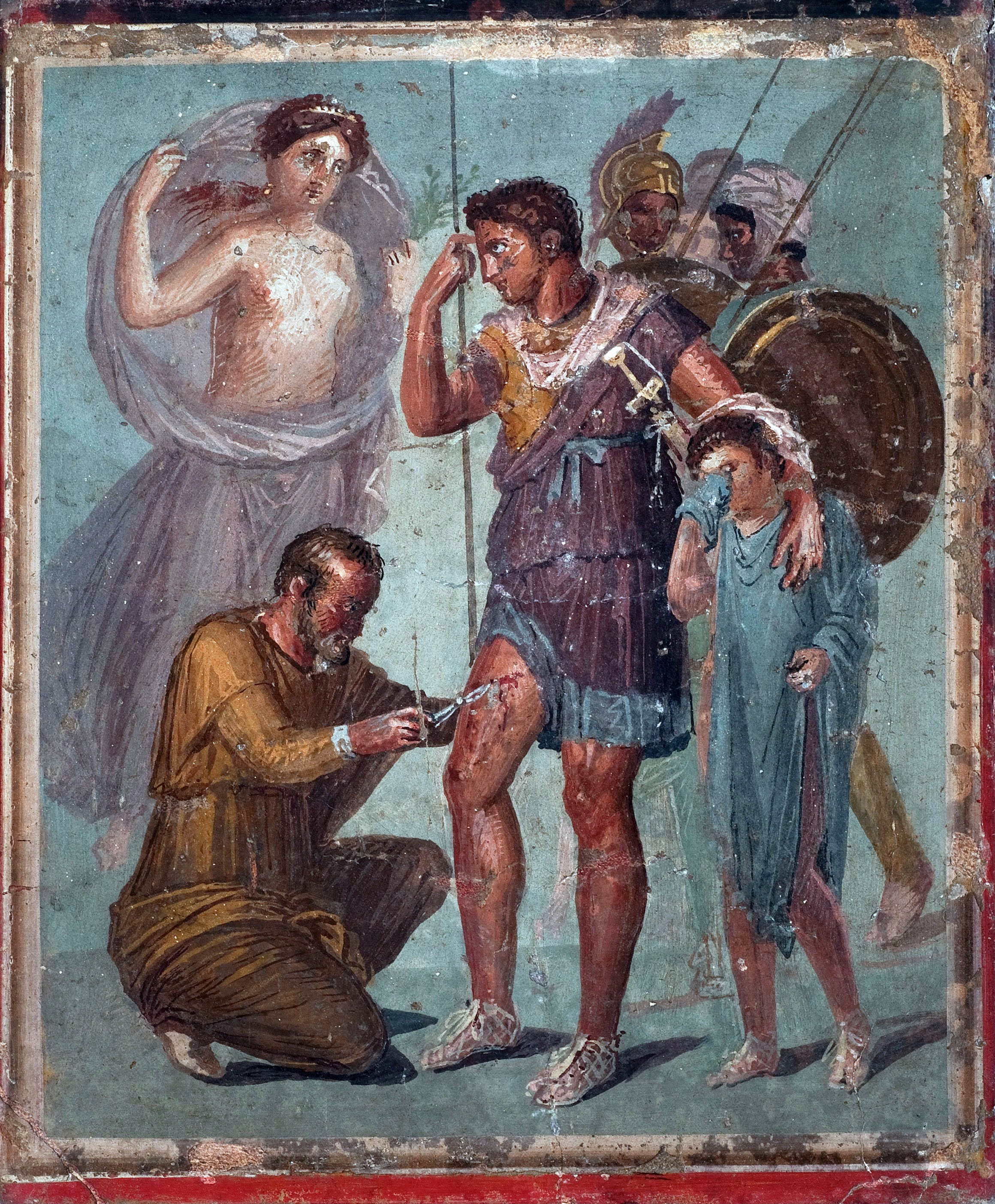
Fresco de la Casa de Sirico (Pompeya): Yápige extrayendo una punta de flecha de la pierna de Eneas, con el hijo del héroe, Ascanio, llorando detrás de él; detrás de Yápige, Venus. Siglo I. Museo Arqueológico Nacional de Nápoles.

En la mitología griega, Yápige, Iápix o Iapis era un hijo de Iaso muy querido por el dios Apolo, que le otorgó el don de la profecía, el arte de saber tocar la lira y de la medicina. Esta última enseñanza fue la que más agradeció Iápix, obsesionado como estaba con prolongar la vida de su padre. También usó sus cualidades como médico para sanar a Eneas cuando éste fue herido en la guerra contra Latino.